# Tiếp thị giới thiệu
Tiếp thị giới thiệu là một phương pháp quảng bá sản phẩm hoặc dịch vụ cho khách hàng mới thông qua việc giới thiệu, thường là truyền miệng. Sự giới thiệu như vậy thường xảy ra tự phát nhưng các doanh nghiệp có thể ảnh hưởng đến điều này thông qua các chiến lược thích hợp.

## Tổng quan
Tiếp thị giới thiệu là một quá trình để khuyến khích và tăng đáng kể giới thiệu từ truyền miệng, có lẽ là chiến lược tiếp thị lâu đời nhất và đáng tin cậy nhất. Điều này có thể được thực hiện bằng cách khuyến khích và khen thưởng cho khách hàng và nhiều địa chỉ liên hệ khác để giới thiệu các sản phẩm và dịch vụ từ người tiêu dùng và các thương hiệu B2B, cả trực tuyến và ngoại tuyến
Tiếp thị giới thiệu tiếp thị trực tuyến là phương pháp tiếp cận dựa trên Internet, hoặc Phần mềm như dịch vụ (SaaS), để tiếp thị giới thiệu truyền thống. Bằng cách theo dõi hành vi của khách hàng trực tuyến qua việc sử dụng cookie của trình duyệt web và công nghệ tương tự, tiếp thị giới thiệu tiếp thị có thể làm tăng nhận thức về thương hiệu, giới thiệu và cuối cùng là doanh thu. Nhiều nền tảng cho phép các tổ chức xem lợi tức đầu tư vào đầu tư (ROI) của họ và để tối ưu hóa chiến dịch của họ để cải thiện kết quả. Nhiều hệ thống mới nhất cung cấp cho người dùng trải nghiệm tương tự dù họ có trên máy tính để bàn hay thiết bị di động. Các nhà tiếp thị giới thiệu gián tuyến đôi khi sử dụng thẻ kinh doanh có thể theo dõi được. Các danh thiếp kinh doanh có thể theo dõi thường chứa mã QR liên kết chúng với nội dung trực tuyến để bán trong khi cung cấp một cách để theo dõi việc bán lại cho người có thẻ đã được quét.
Tiếp thị giới thiệu tiếp thị tập trung vào các tương tác giữa khách hàng. Internet là một kênh phổ biến cho tiếp thị dựa trên giới thiệu. Nó cung cấp nhiều cửa hàng cho khách hàng chia sẻ ý kiến, sản phẩm yêu thích và trải nghiệm của họ, bao gồm trang web của riêng công ty và thông qua các phương tiện truyền thông xã hội như LinkedIn, Facebook và Twitter. Các nhà tiếp thị có thể khuyến khích các bên tham gia bằng cách cung cấp các tin nhắn được viết trước. Những người ủng hộ có thể cung cấp cho các thành viên trong gia đình và bạn bè của họ những liên kết cá nhân bao gồm mã giới thiệu độc đáo và thông tin quảng cáo thông qua e-mail, blog và tin nhắn nhanh. Công ty có thể trao phần thưởng cho những người ủng hộ khi gia đình và bạn bè của họ mua thông qua liên kết.
Những công nghệ tương tự cũng giúp các công ty thiết lập một hệ thống tích hợp giới thiệu vào kế hoạch tiếp thị. Bằng cách theo dõi lưu lượng truy cập của người dùng, các công ty có thể giới thiệu cho các khách hàng trực tuyến khác.

### Lợi ích của các chương trình giới thiệu
Một nghiên cứu do Đại học Goethe Frankfurt và Đại học Pennsylvania thực hiện, về các chương trình giới thiệu và giá trị khách hàng theo chương trình giới thiệu khách hàng của một ngân hàng Đức đã trả 25 euro cho khách hàng mới, được phát hành vào tháng 7 năm 2010. Theo Giáo sư Van den Bulte, đây là lần đầu tiên nghiên cứu được công bố trên việc đánh giá tài chính của các chương trình giới thiệu khách hàng. Nghiên cứu cho thấy rằng giới thiệu khách hàng đã được cả hai lợi nhuận hơn và trung thành với khách hàng bình thường. Khách hàng được thu tiền có tỷ suất lợi nhuận cao hơn, tỷ lệ duy trì cao hơn và có giá trị hơn cả trong ngắn hạn và dài hạn.
Về việc liệu các chương trình giới thiệu của khách hàng có đáng giá hay không, nghiên cứu nói rằng nó ghi lại “sự khác biệt giá trị dương, cả trong ngắn hạn và dài hạn, giữa các khách hàng mua lại thông qua chương trình giới thiệu và khách hàng khác. lệ phí giới thiệu, do đó, các chương trình giới thiệu thực sự có thể trả hết.”
Có hai loại phần thưởng được cung cấp bởi các chương trình giới thiệu.
- Theo một cách, khách hàng hiện tại được khuyến khích. Phần thưởng giới thiệu có thể ở các hình thức khác nhau, chẳng hạn như tiền mặt, giải thưởng, giảm giá, chứng từ mua sắm hoặc điểm thanh toán.
- Chương trình thứ hai là nơi những người giới thiệu được hưởng lợi từ khách hàng hiện tại bằng cách tăng khả năng hiển thị hoặc công nhận là chuyên gia hoặc được đặc biệt quan tâm, đặc biệt nếu khách hàng trở thành đối tác của công ty.